# ایژیا یونایتد بنک
ایژیا یونایتد بنک (انگلیسی: Asia United Bank) شرکت خدمات مالی و بانکداری فیلیپینی است، که در سال ۱۹۹۷ تأسیس شد.